# NSG Fasanerieholz
NSG Fasanerieholz este o arie protejată (arie specială de conservare — SAC, sit de importanță comunitară — SCI) din Germania întinsă pe o suprafață de 19 ha, integral pe uscat.

## Localizare
Centrul sitului NSG Fasanerieholz este situat la coordonatele 50°57′23″N 12°28′08″E / 50.9564°N 12.4689°E.

## Înființare
Situl NSG Fasanerieholz a fost declarat sit de importanță comunitară în iunie 2004 pentru a proteja 3 specii de animale. Situl a fost protejat și ca arie specială de conservare în iulie 2008.

## Biodiversitate
Situată în ecoregiunea continentală, aria protejată conține 2 habitate naturale: Păduri de stejar și carpen Galio-Carpinetum, Păduri aluvionare cu Alnus glutinosa și Fraxinus excelsior (Alno-Padion, Alnion incanae, Salicion albae).
La baza desemnării sitului se află mai multe specii protejate:
- păsări (1): gaia roșie (Milvus milvus)
- mamifere (2): liliac cârn (Barbastella barbastellus), liliac comun (Myotis myotis)